# جون ماكنيل جونيور
جون ماكنيل جونيور (بالإنجليزية: John McNeil Jr.)‏ هو عسكري أمريكي، ولد في 25 مارس 1784 في هيلسبورو في الولايات المتحدة، وتوفي في 23 فبراير 1850 في واشنطن العاصمة في الولايات المتحدة.